# Cryoturris fargoi
Cryoturris fargoi é uma espécie de gastrópode do gênero Cryoturris, pertencente à família Mangeliidae.